# Hatice Sultan (dcera Ahmeda III.)
Hatice Sultan byla osmanská princezna, dcera sultána Ahmeda III. a manželka velkovezíra Nevşehirli Damat Ibrahim Paşa. Rozhodla se být politicky aktivní společně s otcem a byla symbolem tzv. tulipánové revoluce (1703–1730).
Provdána byla ve velmi nízkém věku, tak jak to bylo u osmanských princezen zvykem. Se svým manželem nežila ještě spoustu let po uzavření sňatku. Za svou politickou aktivitu byla velmi kritizována svým otcem sultánem Ahmedem a svým manželem Ibrahimem. Údajně byla aktivní až v druhé polovině tulipánové revoluce.